# Strada Statale 242 di Val Gardena e Passo Sella
Die Strada Statale 242 di Val Gardena e Passo Sella (kurz SS 242, in Südtirol in ihrem Hauptabschnitt meist einfach Grödner Straße, im oberen Abschnitt Sellajoch-Straße genannt) ist eine Staatsstraße in der Region Trentino-Südtirol (Italien).
Sie führt durch die Landschaft der 2009 mit dem Titel des UNESCO-Weltnaturerbes ausgezeichneten Dolomiten. Sie verbindet das Eisacktal mit Gröden (daher der namentliche Titel di Val Gardena) und im weiteren Verlauf über das Sellajoch (Passo Sella) mit dem Fassatal.

## Verlauf
Die 36,71 km lange Straße verläuft zum Großteil in Südtirol, ein kleinerer 6 km langer Teil im Trentino. Sie beginnt im Eisacktal bei Waidbruck, wo sie von der Brennerstaatsstraße abzweigt, und führt von dort durch den schluchtartigen Talausgang nach Gröden. Bei der Örtlichkeit Pontives ist sie mit ihrem Seitenast, der SS 242 dir, verknüpft. St. Christina wird mit einer 2009 fertiggestellten Umfahrungsstraße umgangen. Oberhalb von Wolkenstein zweigt die SS 243 Richtung Grödner Joch ab. Am 2218 m hohen Sellajoch (die Straße erreicht ihren Scheitelpunkt etwas höher auf 2240 m) überschreitet sie die Grenze zur Provinz Trient. Vom Sellajoch führt sie dann unterhalb des Sellastocks durch das Val Lastiës und mündet schließlich zwischen Canazei und Pordoijoch in die SS 48. Die Straße gehört zu den wichtigsten Verbindungen im gesamten Dolomitenraum.

## Geschichte

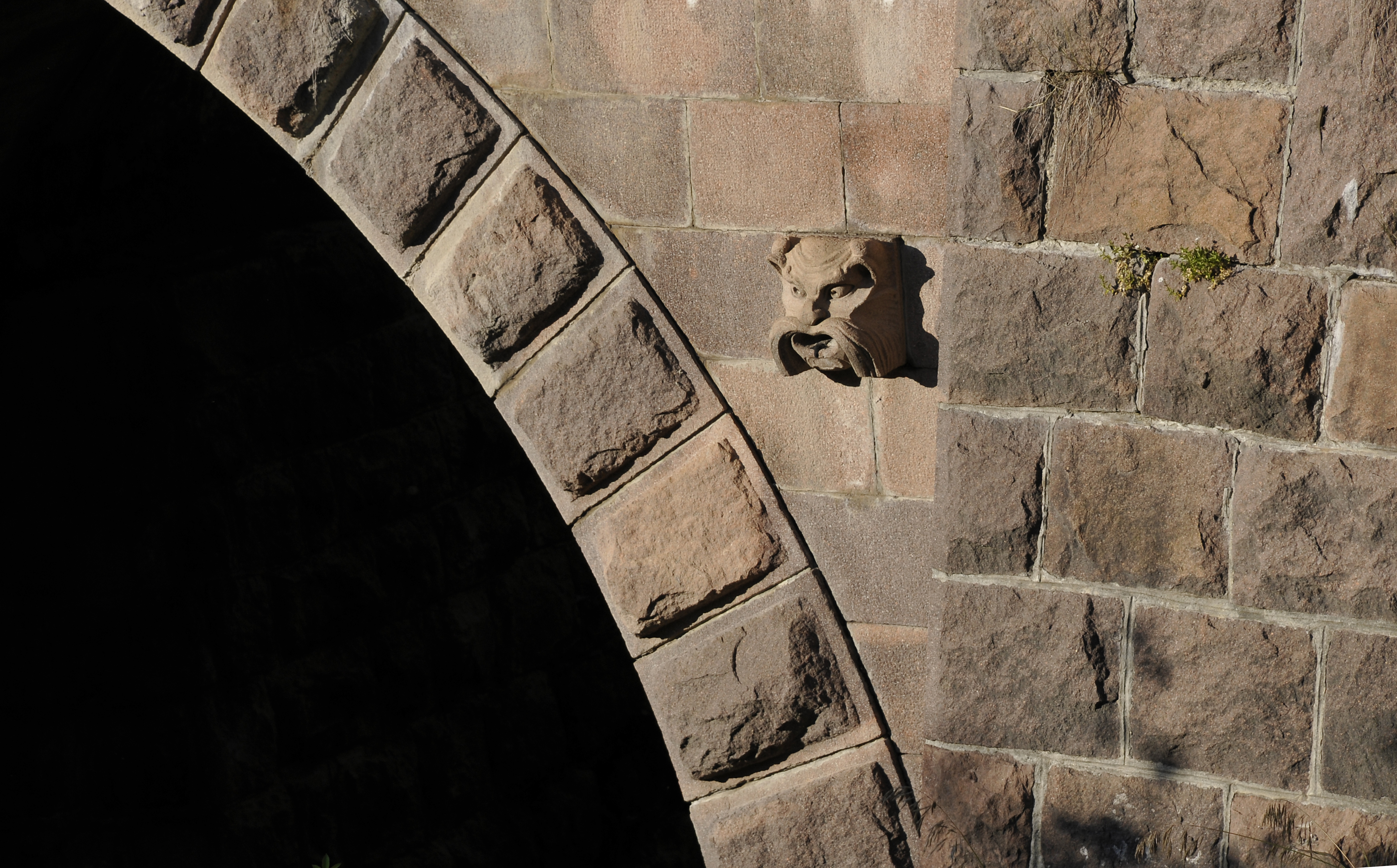
Typhon an der Purgerbrücke, der ehemaligen Evangelisten-Brücke in St. Ulrich; einzige Steinbrücke aus Porphyr an der Grödner Straße, 1854 erbaut und 1917 erweitert

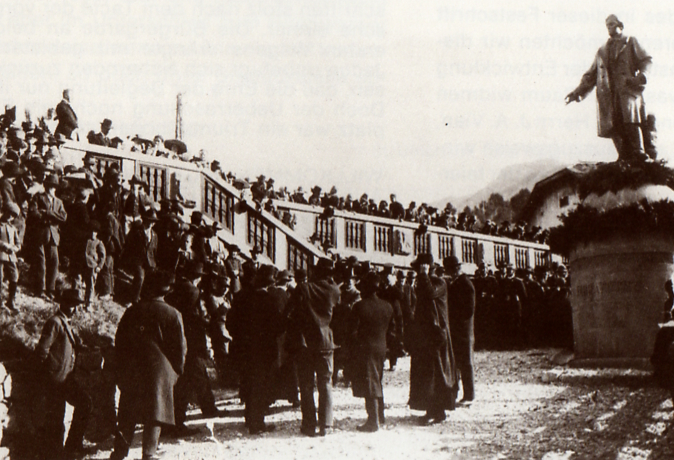
Enthüllung des Denkmals am 12. Oktober 1921

Die Straße wurde am 26. Oktober 1856 eröffnet. Ihr Bau ging auf eine Initiative der Grödner Kaufleute Johann Baptist Purger und dessen Schwager Johann Moroder im Jahr 1843 zurück. Aufgrund der Kostenfrage begann die nach einem Plan des k.k. Bezirksingenieurs Franz Schweighofer vorgenommene Trassierung jedoch erst im Jahr 1853.
Die neue Straße gab dem bis dahin sehr abgeschlossenen Tal entscheidende wirtschaftliche und touristische Impulse. Der zunächst holprige und mit 14 % auch eher steile Verkehrsweg ersetzte die ältere Verbindungsstrecke über Kastelruth. 1914 war die Straße endgültig fertiggestellt.
Die Kosten dafür wurden von einer in Waidbruck aufgestellten Mautstelle gedeckt. Es ist nicht nachgewiesen, seit wann es den Straßenabschnitt St. Ulrich–Wolkenstein gibt. Als gesichert gilt, dass die Gemeinden St. Christina und Wolkenstein seit 1855 die Straße von Pescosta bis Plan selbst anlegen und erhalten mussten und seit 1892 eine Mautstelle in Pescosta aufstellten, um eine bessere Instandsetzung und Erhaltung der Straße zu gewähren. So musste die Bevölkerung von St. Christina zwei Mautgebühren entrichten, eine in Pescosta und eine in Waidbruck.

## Denkmal
Ein 1921 enthülltes Denkmal würdigt die Pioniertat und das Verdienst des Altbürgermeisters Johann Baptist Purger (1805–1872) für den Bau. Das am Ortseingang von St. Ulrich positionierte Bronzedenkmal stammt von Ludwig Moroder Lenert.